# Шаманский мыс
Шама́нский мыс находится в юго-западной оконечности озера Байкал между городом Слюдянка и посёлком Култук в Слюдянском районе Иркутской области. Популярное место отдыха у местных жителей и туристов.
Более чем на 600 м вдаётся в Байкал в середине залива Култук к югу от устья реки Талой. Узкая восточная часть мыса (собственно Шаманский мыс, «Страшный Камень»), шириной до 30 м и длиной чуть более 200 м, отделена от широкой восточной части перешейком шириной около 10 метров.

## Топонимика и религиозные обряды
Мыс считается священным местом для бурят и по-бурятски называется Айха-Шулун, что в переводе значит «Страшный Камень», «Испуг-камень». По преданию, в одной из пещер мыса был похоронен шаман и, в дальнейшем, здесь стали проводить служения и жертвоприношения. Благодаря этому, мыс приобрёл своё современное название — Шаманский.

## Геология
В геологическом строении Шаманский мыс — продолжение одного из отрогов горной системы Хамар-Дабан. Его длина — около 640 метров. Мыс сложен преимущественно гранитами, мраморами и метаморфизованными известняками. Наличие известняков обусловило наличие на мысу пещер. В прошлом, одной из достопримечательностей Шаманского мыса была скала Хобот — скальные пласты, наклонно уходящие в воду и промытые у основания, похожие на хобот, отсюда и название. С изображением этой скалы выпускались открытки. Местные жители приписывали Хоботу целебные свойства, однако скала была взорвана при добыче известняка.

## Археологические находки
По некоторым данным, первые археологические находки были обнаружены на Шаманском мысу ссыльными поляками при строительстве Кругобайкальского тракта в 1860-е годы. Они обнаруживали скелеты и черепа древних людей. Однако никаких подтверждений этому нет, в связи с отсутствием учёных и желания строителей тракта совершать научные исследования. В дальнейшем, Шаманский мыс изучали известные археологи — П. П. Хороших в 1924 году и А. П. Окладников в 1929. Они заявляли, что находили артефакты, утверждавшие о стоянке древнего человека на Шаманском мысу, но документально они также не были подтверждены.
Полномасштабное изучение археологии Шаманки, как её называют местные жители, началось 13 октября 1962 года. А в 1965 году школьники нашли на мысу части черепа, которые обнаружились при оползне грунта. Они разрушили захоронение, забрав эти артефакты с собой и пополнив ими городской краеведческий музей. Через несколько недель А. В. Тиваненко (будущий историк Восточной Сибири, археолог и краевед), проплывая возле мыса на лодке, обнаружил на дне части скелета человека. Он сообщил об этом археологам, и на берегу, неподалёку от найденного скелета, было обнаружено захоронение времён китойского комплекса неолита (по мнению В. В. Свинина и П. П. Хороших). В могиле было обнаружено множество орудий труда и предметов быта.
Помимо данного захоронения на Шаманском мысу были найдены ещё 6 археологических памятников, относящихся к разному времени.

## Пещеры Шаманского мыса
На побережье Байкала находится огромное количество пещер. Несколько из них оказались на Шаманском мысу. По рассказам местных жителей, в пещерах Шаманского мыса находилась стоянка древнего человека, были наскальные рисунки. Однако проверить это уже невозможно. В связи с повышением уровня Байкала, вследствие заполнения Иркутского водохранилища и последовавшего за ним повышения уровня озера, пещеры оказались затоплены. Верхнюю часть одной из них можно увидеть с северной стороны мыса летом на лодке, а зимой — с поверхности льда.

## Кругобайкальский тракт
В 1864—1866 годах в районе Шаманского мыса шло строительство Кругобайкальского тракта — почтовой дороги, соединившей Верхнеудинск и Иркутск. Польские ссыльные, строившие эту дорогу, подняли восстание в 1866 году. Группа восставших, находившихся в Култуке и Слюдянском зимовье во главе с Арцимовичем обезоружила конвой, оставила часть оружия на Шаманском мысу и направилась от него в сторону Иркутска на соединение с остальными группами повстанцев. Однако восстание было подавлено.
При повышении уровня Байкала большая часть тракта в пределах Слюдянки и Култука была затоплена, однако часть его сохранилась и ещё заметна в самой низменной и узкой части мыса.

## Экологическое воздействие
В связи с тем, что Шаманский мыс — популярное для отдыха место, антропогенная нагрузка на него заметно повышена. Некоторые места стали небольшими свалками, почвенный покров на тропах исчез. Слюдянская городская мэрия провела встречу с жителями района, чтобы выработать стратегию по обустройству и контролю за Шаманским мысом.